# Élections législatives de 2017 en Corrèze
Les élections législatives françaises de 2017 se déroulent les 11 et 18 juin 2017. Dans le département de la Corrèze, deux députés sont à élire dans le cadre de deux circonscriptions.

## Élus
| Circonscription                                 | Député sortant  | Parti | Parti | Député élu ou réélu | Parti | Parti |
| ----------------------------------------------- | --------------- | ----- | ----- | ------------------- | ----- | ----- |
| 1re                                             | Alain Ballay*   |       | PS    | Christophe Jerretie |       | LREM  |
| 2e                                              | Philippe Nauche |       | PS    | Frédérique Meunier  |       | LR    |
| * député sortant ne se représentant pas en 2017 |                 |       |       |                     |       |       |

## Rappel des résultats départementaux des élections de 2012
| Parti          | Parti                             | Premier tour | Premier tour | Second tour | Second tour | Sièges |  |
| Parti          | Parti                             | Voix         | %            | Voix        | %           | Sièges |  |
| -------------- | --------------------------------- | ------------ | ------------ | ----------- | ----------- | ------ |  |
|                | Parti socialiste                  | 60 057       | 49,06        | 33 193      | 58,96       | 2      |  |
|                | Europe Écologie Les Verts         | 2 154        | 1,76         |             |             | 0      |  |
|                | Majorité présidentielle           | 62 211       | 50,82        | 33 193      | 58,96       | 2      |  |
|                |                                   |              |              |             |             |        |  |
|                | Union pour un mouvement populaire | 35 623       | 29,10        | 23 100      | 41,04       | 0      |  |
|                | Nouveau centre                    | 588          | 0,48         |             |             | 0      |  |
|                | Divers droite dont DLR et PCD     | 430          | 0,35         | 0           |             |        |  |
|                | Droite parlementaire              | 36 641       | 29,93        | 23 100      | 41,04       | 0      |  |
|                |                                   |              |              |             |             |        |  |
|                | Front de gauche                   | 10 699       | 8,74         |             |             | 0      |  |
|                | Front national                    | 9 906        | 8,09         | 0           |             |        |  |
|                | Mouvement démocrate               | 1 268        | 1,04         | 0           |             |        |  |
|                | Divers écologiste dont AÉI et MÉI | 793          | 0,65         | 0           |             |        |  |
|                | Lutte ouvrière                    | 539          | 0,44         | 0           |             |        |  |
|                | Divers                            | 362          | 0,30         | 0           |             |        |  |
|                |                                   |              |              |             |             |        |  |
| Inscrits       | Inscrits                          | 186 518      | 100,00       | 91 923      | 100,00      | 2      |  |
| Abstentions    | Abstentions                       | 61 561       | 33,01        | 33 364      | 36,3        |        |  |
| Votants        | Votants                           | 124 957      | 66,99        | 58 559      | 63,7        |        |  |
| Blancs et nuls | Blancs et nuls                    | 2 538        | 2,03         | 2 266       | 3,87        |        |  |
| Exprimés       | Exprimés                          | 122 419      | 97,97        | 56 293      | 96,13       |        |  |

## Résultats

### Taux de participation
| Taux de participation | 1er tour | 1er tour | 1er tour   | 2d tour | 2d tour | 2d tour    | Différence entre les deux tours |
| Taux de participation | En 2012  | En 2017  | Différence | En 2012 | En 2017 | Différence | Différence entre les deux tours |
| --------------------- | -------- | -------- | ---------- | ------- | ------- | ---------- | ------------------------------- |
| à 12 heures           | 27,32 %  | 28,88 %  | 1,56       | 26,70 % | 27,38 % | 0,68       | 1,5                             |
| à 17 heures           | 58,85 %  | 52,36 %  | 6,49       | 56,65 % | 47,49 % | 9,16       | 4,87                            |
| final                 | 66,99 %  | 57,25 %  | 9,74       | 63,70 % | 50,82 % | 12,88      | 6,43                            |

Lors du premier tour, le département du Gers et de la Corrèze compte un taux de participation supérieur à la moyenne française des autres départements.

### Résultats à l'échelle du département
|                                             |                           |                           |                           |                          |                          |
|                                             |                           | Premier tour 11 juin 2017 | Premier tour 11 juin 2017 | Second tour 18 juin 2017 | Second tour 18 juin 2017 |
|                                             |                           |                           |                           |                          |                          |
|                                             |                           | Nombre                    | % des inscrits            | Nombre                   | % des inscrits           |
| Inscrits                                    | Inscrits                  | 185 184                   | 100,00                    | 185 174                  | 100,00                   |
| Abstentions                                 | Abstentions               | 79 174                    | 42,75                     | 91 080                   | 49,18                    |
| Votants                                     | Votants                   | 106 010                   | 57,25                     | 94 094                   | 50,82                    |
|                                             |                           |                           | % des votants             |                          | % des votants            |
| Bulletins blancs                            | Bulletins blancs          | 2 231                     | 2,10                      | 8 489                    | 9,02                     |
| Bulletins nuls                              | Bulletins nuls            | 1 235                     | 1,16                      | 5 754                    | 6,11                     |
| Suffrages exprimés                          | Suffrages exprimés        | 102 544                   | 96,73                     | 79 851                   | 84,86                    |
|                                             |                           |                           |                           |                          |                          |
| Étiquette politique                         | Étiquette politique       | Voix                      | % des exprimés            | Voix                     | % des exprimés           |
|                                             |                           |                           |                           |                          |                          |
|                                             | La République en marche   | 32 421                    | 31,62                     | 41 358                   | 51,79                    |
|                                             | Les Républicains          | 18 805                    | 18,34                     | 18 874                   | 23,36                    |
|                                             | Parti socialiste          | 16 538                    | 16,13                     | 19 619                   | 24,57                    |
|                                             | La France insoumise       | 11 836                    | 11,54                     |                          |                          |
|                                             | Front national            | 9 125                     | 8,90                      |                          |                          |
|                                             | Parti communiste français | 5 611                     | 5,47                      |                          |                          |
|                                             | Divers droite             | 2 924                     | 2,85                      |                          |                          |
|                                             | Écologiste                | 2 054                     | 2,00                      |                          |                          |
|                                             | Debout la France          | 1 457                     | 1,42                      |                          |                          |
|                                             | Divers                    | 680                       | 0,66                      |                          |                          |
|                                             | Extrême gauche            | 646                       | 0,63                      |                          |                          |
|                                             | Extrême droite            | 447                       | 0,44                      |                          |                          |
| Source : Ministère de l'Intérieur - Corrèze |                           |                           |                           |                          |                          |

### Résultats par circonscription

#### Première circonscription
Député sortant : Alain Ballay (Parti socialiste).
|                                                                            |                                                  |                           |                           |                          |                          |
|                                                                            |                                                  | Premier tour 11 juin 2017 | Premier tour 11 juin 2017 | Second tour 18 juin 2017 | Second tour 18 juin 2017 |
|                                                                            |                                                  |                           |                           |                          |                          |
|                                                                            |                                                  | Nombre                    | % des inscrits            | Nombre                   | % des inscrits           |
| Inscrits                                                                   | Inscrits                                         | 92 648                    | 100,00                    | 92 643                   | 100,00                   |
| Abstentions                                                                | Abstentions                                      | 36 976                    | 39,91                     | 43 406                   | 46,85                    |
| Votants                                                                    | Votants                                          | 55 672                    | 60,09                     | 49 237                   | 53,15                    |
|                                                                            |                                                  |                           | % des votants             |                          | % des votants            |
| Bulletins blancs                                                           | Bulletins blancs                                 | 1 115                     | 2,00                      | 4 166                    | 8,46                     |
| Bulletins nuls                                                             | Bulletins nuls                                   | 621                       | 1,12                      | 2 943                    | 5,98                     |
| Suffrages exprimés                                                         | Suffrages exprimés                               | 53 936                    | 96,88                     | 42 128                   | 85,56                    |
|                                                                            |                                                  |                           |                           |                          |                          |
| Étiquette politique                                                        | Étiquette politique                              | Voix                      | % des exprimés            | Voix                     | % des exprimés           |
|                                                                            |                                                  |                           |                           |                          |                          |
|                                                                            | Christophe Jerretie La République en marche      | 17 534                    | 32,51                     | 22 509                   | 53,43                    |
|                                                                            | Bernard Combes Parti socialiste                  | 9 666                     | 17,92                     | 19 619                   | 46,57                    |
|                                                                            | Françoise Béziat Les Républicains                | 8 194                     | 15,19                     |                          |                          |
|                                                                            | Jean-Marc Vareille La France insoumise           | 6 240                     | 11,57                     |                          |                          |
|                                                                            | Agnès Tarraso Front national                     | 4 884                     | 9,06                      |                          |                          |
|                                                                            | Jean Mouzat Parti communiste français            | 4 203                     | 7,79                      |                          |                          |
|                                                                            | Mumine Ozsoy Europe Écologie Les Verts           | 1 100                     | 2,04                      |                          |                          |
|                                                                            | Antoine Behr Debout la France                    | 853                       | 1,58                      |                          |                          |
|                                                                            | Alain Cruzel Alliance écologiste indépendante    | 572                       | 1,06                      |                          |                          |
|                                                                            | Marie-Thérèse Coinaud Lutte ouvrière             | 321                       | 0,60                      |                          |                          |
|                                                                            | Anne-Pascale Chabot Union populaire républicaine | 311                       | 0,58                      |                          |                          |
|                                                                            | Alex-William Fernandez Divers                    | 58                        | 0,11                      |                          |                          |
| Source : Ministère de l'Intérieur - Première circonscription de la Corrèze |                                                  |                           |                           |                          |                          |

#### Deuxième circonscription
Député sortant : Philippe Nauche (Parti socialiste).
|                                                                            |                                                      |                           |                           |                          |                          |
|                                                                            |                                                      | Premier tour 11 juin 2017 | Premier tour 11 juin 2017 | Second tour 18 juin 2017 | Second tour 18 juin 2017 |
|                                                                            |                                                      |                           |                           |                          |                          |
|                                                                            |                                                      | Nombre                    | % des inscrits            | Nombre                   | % des inscrits           |
| Inscrits                                                                   | Inscrits                                             | 92 532                    | 100,00                    | 92 531                   | 100,00                   |
| Abstentions                                                                | Abstentions                                          | 42 191                    | 45,60                     | 47 674                   | 51,52                    |
| Votants                                                                    | Votants                                              | 50 341                    | 54,40                     | 44 857                   | 48,48                    |
|                                                                            |                                                      |                           | % des votants             |                          | % des votants            |
| Bulletins blancs                                                           | Bulletins blancs                                     | 1 135                     | 2,25                      | 4 323                    | 9,64                     |
| Bulletins nuls                                                             | Bulletins nuls                                       | 598                       | 1,19                      | 2 811                    | 6,27                     |
| Suffrages exprimés                                                         | Suffrages exprimés                                   | 48 608                    | 96,56                     | 37 723                   | 84,10                    |
|                                                                            |                                                      |                           |                           |                          |                          |
| Étiquette politique                                                        | Étiquette politique                                  | Voix                      | % des exprimés            | Voix                     | % des exprimés           |
|                                                                            |                                                      |                           |                           |                          |                          |
|                                                                            | Frédérique Meunier Les Républicains                  | 10 611                    | 21,83                     | 18 874                   | 50,03                    |
|                                                                            | Patricia Bordas La République en marche              | 14 887                    | 30,63                     | 18 849                   | 49,97                    |
|                                                                            | Philippe Nauche (député sortant) Parti socialiste    | 6 872                     | 14,14                     |                          |                          |
|                                                                            | Selin Ersoy La France insoumise                      | 5 596                     | 11,51                     |                          |                          |
|                                                                            | Jean-Pierre Moret Front national                     | 4 241                     | 8,72                      |                          |                          |
|                                                                            | Jean-Claude Deschamps Mouvement démocrate            | 1 467                     | 3,02                      |                          |                          |
|                                                                            | Jean-Marc Comas Union des démocrates et indépendants | 1 457                     | 3,00                      |                          |                          |
|                                                                            | Philippe Tillet Parti communiste français            | 1 408                     | 2,90                      |                          |                          |
|                                                                            | Jean-Pierre Faurie Debout la France                  | 604                       | 1,24                      |                          |                          |
|                                                                            | Daniel Ponthier Parti de la France                   | 447                       | 0,92                      |                          |                          |
|                                                                            | Bruno Meura Europe Écologie Les Verts                | 382                       | 0,79                      |                          |                          |
|                                                                            | Sylvie Sicard Lutte ouvrière                         | 325                       | 0,67                      |                          |                          |
|                                                                            | Julien Magne Union populaire républicaine            | 277                       | 0,57                      |                          |                          |
|                                                                            | Paul de Montbron Allons enfants !                    | 34                        | 0,07                      |                          |                          |
| Source : Ministère de l'Intérieur - Deuxième circonscription de la Corrèze |                                                      |                           |                           |                          |                          |